# Samsung Galaxy M
Samsung Galaxy M – seria produktów koreańskiej firmy Samsung, obejmująca smartfony. Pierwszym telefonem tej serii jest Samsung Galaxy M10. Premiera pierwszego smartfona tej serii odbyła się 28 stycznia 2019 roku.